# Nicolas Chorier

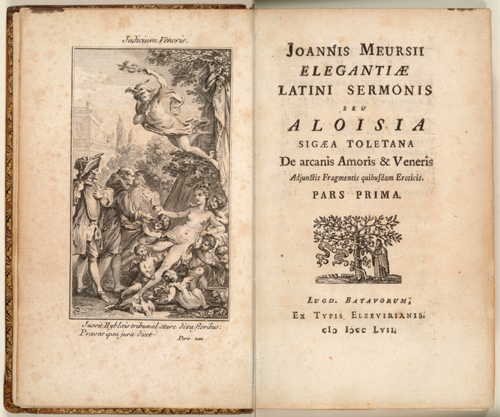
L'Académie des dames.
Edição em latim publicada em Leyden no ano de 1759.

Nicolas Chorier (Vienne, 1 de setembro de 1612 — Grenoble, 14 de agosto de 1692) foi um advogado, escritor e historiador francês do século XVII. Ficou conhecido pela sua obra histórica sobre o Delfinado, ainda hoje uma referência importante para os historiadores daquela area de França, e por um diálogo sáfico e erótico, publicado como apócrifo de Luisa Sigea de Velasco, intitulado L'Academie des dames, ou les Sept entretiens galants d'Alosia. Esta última obra, glosada do Duarum Virginum Colloquium de vita aulica et privata de Luisa Sigea, alcançou grande êxito, sendo traduzida em diversas línguas e mantendo-se no mercado até à actualidade.
Nicolas Chorier foi advogado na cidade de Grenoble, tendo aí também exercido as funções de procurador régio.

## AL'Académie des dames
L'Académie des dames apareceu inicialmente como um manuscrito em latim com o título Aloisiæ Sigeæ Toletanæ Satyra Sotadica de Arcanis Amoris et Veneris. Aloisa Hispanice scripsit, Latinitate donavit Joannes Meursius. De acordo com o título, o original teria sido escrito em espanhol por Luísa Sigea, poetisa e humanista erudita, que cerca de 140 anos antes fora dama latina na corte portuguesa, e depois traduzido para latim por um certo Jean ou Joannes Meursius, humanista nascido em Leyden no sul da Holanda em 1613.
Na realidade, a atribuição da obra a Luísa Sigea foi uma forma de disfarçar a verdadeira autoria, tornando o embuste mais credível pelo facto de ser conhecido que aquela autora teria produzido um Duarum Virginum Colloquium cujo verdadeiro texto era conhecido de poucos. Mesmo o pretenso tradutor, Mersius, foi um invenção de Chorier.
O manuscrito circulou nos princípios do século XVIII entre os meios libertinos da época e conheceu subsequentemente múltiplas edições em latim sob títulos diferentes. Foi traduzido diversas vezes para a língua francesa, sendo uma das traduções mais conhecidas a publicada por Jean Terrasson em 1750. Surgiram igualmente diversas edições em inglês e noutras línguas.

A L'Académie des dames consiste num conjunto de diálogos entre Tullia, uma jovem dama italiana de 26 anos, esposa de Callias, que toma a seu cargo a iniciação sexual da sua jovem prima, Ottavia, a quem ela declara: 
Tua mão pediu-me para te revelar os segredos mais misteriosos do leito nupcial e te ensinar como te deves comportar com o teu marido, e também o que o teu marido será para contigo, tocando-te aquelas pequenas coisas que tanto inflamam os homens. Esta noite, para que te possa instruir sobre tudo isso de forma mais livre, dormiremos juntas na minha cama, onde te farei ver aquilo que teria sido a mais doce das lides de Vénus.

## Obras publicadas
Obras históricas
- Les recherches du sieur Chorier sur les antiquitez de la ville de Vienne, métropole des Allobroges (1658)
- Histoire généalogique de la maison de Sassenage, branche des anciens comtes de Lion et de Forests (1669)
- Histoire générale de Dauphiné (1671-72) (reeditada em 1971).
- L’Estat politique de la province de Dauphiné, supplément à l’Estat politique du pays de Dauphiné (1671-72)
- Histoire de Dauphiné, abrégée pour monseigneur le Dauphin (1674)
- Le Nobiliaire de la province de Dauphiné (1697)
- Vie d'Artus Prunier de Saint-André, conseiller du Roy en ses conseils d'Estat et privé, premier président aux parlements de Provence et de Dauphiné (1548-1616), d'après un manuscrit inédit de Nicolas Chorier, publié avec introduction, notes, appendices et la correspondance inédite de Saint-André, par Alfred Vellot (1880)

Memórias
- Mémoires de Nicolas Chorier sur sa vie et ses affaires, in Bulletin de la Société de statistique du département de l'Isère, vol. 4, (edição e notas de Félix Crozet) (1868)

Edições recentes da Académie des dames
- Des secrets de l'amour et de Vénus, satire sotadique de Luisa Sigea, de Tolède, par Nicolas Chorier, prefácio de André Berry, Éditions l'Or du Temps, 1969.
- L'Académie des dames ou la Philosophie dans le boudoir du Grand Siècle, diálogos eróticos apresentados por Jean-Pierre Dubost, Éditions Philippe Picquier, Arles, 1999.
- A Academia das Damas, Editora DeGUSTAR, São Paulo, 2005.